# Сен-Рамбер-ан-Бюже (кантон)
Сен-Рамбе́р-ан-Бюже́ (фр. Saint-Rambert-en-Bugey) — кантон во Франции, находится в регионе Рона — Альпы, департамент Эн. Входит в состав округа Белле.
Код INSEE кантона — 0128. Всего в кантон Сен-Рамбер-ан-Бюже входят 12 коммун, из них главной коммуной является Сен-Рамбер-ан-Бюже.

## Коммуны кантона
| Коммуна            | Население, чел | Почтовый индекс | Код INSEE |
| ------------------ | -------------- | --------------- | --------- |
| Аранда             | 135            | 01230           | 01013     |
| Аржи               | 390            | 01230           | 01017     |
| Клезьё             | 116            | 01230           | 01107     |
| Конан              | 69             | 01230           | 01111     |
| Ниволле-Монгриффон | 87             | 01230           | 01277     |
| Онсьё              | 78             | 01230           | 01279     |
| Остья              | 62             | 01110           | 01186     |
| Сен-Рамбер-ан-Бюже | 2065           | 01230           | 01384     |
| Тене               | 1086           | 01230           | 01416     |
| Торсьё             | 646            | 01230           | 01421     |
| Шале               | 106            | 01230           | 01076     |
| Эвож               | 109            | 01230           | 01155     |

## Население
Население кантона на 1999 год составляло 9 531 человек.
| 1962  | 1968  | 1975  | 1982  | 1990  | 1999  | 2006 | 2007 |
| ----- | ----- | ----- | ----- | ----- | ----- | ---- | ---- |
| 6 439 | 6 846 | 5 865 | 5 440 | 5 108 | 4 949 | -    | -    |